# Nordstensfabrikkerne
P. Nordsten, Hillerød Jernstøberi & Maskinfabrik ved M. Nordsten var en dansk landbrugsmaskinefabrik, grundlagt 31. oktober 1877 i Hillerød af Peder Nordsten, født Nielsen (18. februar 1840 i Store Rørbæk – 10. juli 1918 i Hillerød). Nordsten var igennem over 100 år en af Hillerøds største virksomheder.
Hillerød Jernstøberi blev overtaget af Peder Nielsen (senere Nordsten), der havde en mindre fabrik i Lynge og flyttede produktionen til Hillerød i 1877. Fabrikken specialiserede sig i tærskeværker og såmaskiner og eksporterede til hele verden.
Ved grundlæggerens død i 1918 blev fabrikken overtaget af sønnen, fabriksejer, civilingeniør Milton Nordsten (21. maj 1883 – 16. september 1968).
Nordsten fabrikerede tærskeværker, halmpressere, radsåmaskinerne "Ceres" og "Demeter", bredsåmaskiner, der blev anvendt som gødningsspredere, samt Steno Kværne og Cambridgetromler. Nordstens fabrik var den største danske landbrugsmaskinfabrik og har opnået Grand Prix ved verdensudstillingen i Paris 1937 og Bruxelles 1910 og 1935. Nordstens støberi leverede, foruden maskingods til egne landbrugsmaskiner, betydelige mængder støbegods såvel som masseartikler som specialgods.
I Hillerød er flere gader og stræder opkaldt efter fabrikken og familien, der startede den, og kulturhuset Støberihallen er oprettet i fabrikkens gamle støberihal (opført 1908). I 1992 åbnede bycentret SlotsArkaderne, der er opført dér, hvor Nordstensfabrikkerne havde ligget. Det er udvidet flere gange og indeholder ca. 55 butikker og spisesteder.
Efter fraflytning fra Hillerød kom Nordstens fabrik først til Jylland og sidenhen til Polen. Produkterne markedsføres nu i Danmark af Kongskilde i Sorø.